# Zagor
A Zagor egy olasz képregénysorozat, amit 1961-ben hozott létre Guido Nolitta (írói álnév, igazi nevén: Sergio Bonelli). Eredetileg képsorként kezdte, 1965-től Zagor kalandjai a Collana Zenith Gigante gyűjteményes köteteiben kerül közlésre. A történetek több, mint 50 éve jelennek meg, több, mint 650 kötet és számos utánnyomás látott napvilágot.

## Szereplők
- Zagor (Za-gor-te-nay eredeti nevén: Patrick Wilding)
- Chico (olaszul: Cico, teljes nevén Chico Felipe Cayetano Lopez Martinez y Gonzales)

## Magyar kiadás
A magyar kiadást az Anagram Comics adja ki, 2019 óta. Az itthon kiadott kötetek egy-egy teljes történetet foglalnak magukba, ami eredetileg több számban jelent meg Olaszországban. A magyar kiadás az olasztól nagyobb, A4-es méretet kapott.
| Szám | Cím                     | Megjelenés    | Eredeti szám(ok)                                                                               | Eredeti megjelenés(ek)                        |
| ---- | ----------------------- | ------------- | ---------------------------------------------------------------------------------------------- | --------------------------------------------- |
| 1    | A mélység istene        | 2019. október | Zagor #386 - Il terrore dal mare Zagor #387 - Cacciatore de streghe Zagor #388 - Kraken!       | 1997. szeptember 1997. október 1997. november |
|      |                         |               |                                                                                                |                                               |
| 2    | Menekülés az ősvilágból | 2020. június  | Zagor #575 - Il mondo perduto Zagor #576 - Scontro di titani Zagor #577 - Il ponte sull'abisso | 2013. június 2013. július 2013. augusztus     |
|      |                         |               |                                                                                                |                                               |

## Külső hivatkozások
- A magyar kiadó honlapja